# Винкел, Свен
Свен Винкел (нидерл. Sven Winkel; 12 октября 1981 года) — нидерландский шашист (международные шашки) и нейрофизиолог. Участник Чемпионата Европы в 2008 году (25-м место), занял второе место в турнире  Неймеген Опен 2007. Финалист голландского чемпионата в 2002, 2003, 2005, 2007, 2008, 2009. Лучший результат — четвёртое место в 2009 году. Чемпион Нидерландов в составе клуба Damclub Schiedam (2008 и 2009). С 2011 выступает за Damvereniging Denk en Zet Culemborg. Международный мастер. Национальный мастер KNDB.
FMJD-Id: 10544